# Dębsk (Mława)
Pour les articles homonymes, voir Dębsk.
Dębsk (prononciation : [dɛmpsk]) est un village polonais de la gmina de Szydłowo dans le powiat de Mława de la voïvodie de Mazovie dans le centre-est de la Pologne.
Il se situe à environ 5 kilomètres au nord-est de Szydłowo (siège de la gmina), 9 kilomètres à l'est de Mława (siège du powiat) et à 106 kilomètres au nord de Varsovie (capitale de la Pologne).

## Histoire
De 1975 à 1998, le village appartenait administrativement à la voïvodie de Ciechanów.